# Lyin’ King
Lyin’ King – pierwszy singiel amerykańskiego rapera Nine’a promujący album Cloud 9, wydany 23 lipca 1996 nakładem wytwórni Profile Records. Utwór wyprodukował Rob Lewis.

## Lista utworów
Opracowano na podstawie źródła

### Strona A
1. „Lyin’ King” (Clean Version)
2. „Lyin’ King” (Album Version)
3. „Lyin’ King” (Catch The Beat Instrumental)

### Strona B
1. „Industry Party”
2. „Industry Party” (Instrumental)
3. „Lyin’ King” (Instrumental)
4. „Lyin’ King” (Acapella)

## Sample
Opracowano na podstawie źródła.
- „Old Fashioned Love Song” wykonanie Three Dog Night
- „Here We Go (Live At The Funhouse)” w wykonaniu Run-D.M.C.
- „Peter Piper” w wykonaniu Run-D.M.C.